# Londonderry (stacja kolejowa)
Derry~Londonderry (ang: Derry~Londonderry railway station) – stacja kolejowa w Londonderry, w hrabstwie Londonderry, w Irlandii Północnej, w Wielkiej Brytanii. Jest obsługiwana przez Northern Ireland Railways. Pociągi kursują do Belfast Great Victoria Street, która jest stacją końcową.
Historyczna stacja Londonderry Waterside została otwarta w dniu 29 grudnia 1852 roku. Zamknięta w dniu 24 marca 1980 r., ale budynek stacji został nienaruszony. Nowa stacja o tej samej nazwie wybudowana w 1980 jest większa.